# Шуст Марія Володимирівна
Марі́я Володи́мирівна Шу́ст — директор Українського музею в місті Нью-Йорк.
Народилася в Німеччині, батьки отримали дозвіл на переїзд, спочатку оселилися в штаті Коннектикут. Закінчила Пенсильванський університет, магістр мистецтв. В Українському музеї працює з 1976 року.

## Нагороди
- Відзнака Президента України — ювілейна медаль «25 років незалежності України» (22 серпня 2016) — за вагомий особистий внесок у зміцнення міжнародного авторитету Української держави, популяризацію її історичної спадщини і сучасних надбань та з нагоди 25-ї річниці незалежності України[1]
- Орден княгині Ольги III ступеня (23 серпня 2021) — за вагомий особистий внесок у розвиток міждержавного співробітництва, зміцнення міжнародного авторитету України, популяризацію її історико-культурної спадщини[2]